# Sallebœuf
Sallebœuf egy francia település Gironde megyében az Aquitania régióban. Lakosainak száma 2771 fő (2022. január 1.).

## Adminisztráció
Polgármesterek:
- 2001–2020 Marc Avinen

## Demográfia
| Lakosok száma | 741  | 1602 | 1714 | 1980 | 2224 | 2364 | 2490 | 2630 | 2710 | 2771 |
|               | 1968 | 1982 | 1990 | 2006 | 2013 | 2015 | 2017 | 2019 | 2020 | 2022 |

## Látnivalók
- Château Pey La Tour
- Commanderie d'Arveyres